# A83 (Frankrijk)
De A83 is een Franse autosnelweg van ongeveer 152 km lang die de steden Nantes in de Pays de la Loire en Niort in Nouvelle-Aquitaine met elkaar verbindt via Fontenay-le-Comte. De snelweg is ook wel bekend onder de naam Autoroute des Estuaires. De weg werd in het jaar 2001 opengesteld voor het verkeer.

## Toekomst
Er bestaan plannen om de A83 oostwaarts door te trekken richting Limoges, echter een concrete start en opleverdatum voor de bouw van dit stuk weg ontbreken nog.
Als hij gereed komt zal de weg een gebied ontsluiten waar nog geen snelwegen liggen.

## Knooppunten
- Met de rondweg (périphérique) van Nantes.
- Met de A87 in de richting van La Roche-sur-Yon, Angers en Cholet, bij Les Essarts.
- Met de A10 in de richting van Parijs, Poitiers, Bordeaux en Saintes, bij Niort.